# Ромео, Николь
Николь Элейн Ромео (англ. Nicole Elaine Romeo, род. 29 августа 1989 года в Аделаиде, штат Южная Австралия, Австралия) — австралийско-итальянская профессиональная баскетболистка, выступавшая в женской национальной баскетбольной лиге. Играет в амплуа атакующего защитника. В настоящее время выступает за итальянскую команду «Эйрин Рагуза» и национальную сборную Италии.

## Карьера

### Колледж
Ромео в течение одного сезона выступала на уровне колледжей за Вашингтонский университет в Сиэтле, где играла за «Вашингтон Хаскис».

## Клубная
В 2009 году начала профессиональную карьеру в Австралии в Юго-Восточной Австралийской баскетбольной лиге. Начала выступления за клуб «Канберра Кэпиталз». В сезоне 2011/12 Ромео присоединилась к команде «Таунсвилл Файр». Её одноклубницами были такие игроки как Элли Ману и Миа Ньюли. В Таунсвилл Ромео попала в начале сентября для того, чтобы полноценно пройти предсезонную подготовку, где она рассчитывала на роль запасного разыгрывающего защитника. В итоге, она продолжила карьеру в «Таунсвилле» и в сезоне 2012/13. В следующем сезоне Николь перешла в «Мельбурн Бумерс», которая недавно прошла ребрендинг и получила новое название. Здесь Ромео выступала вместе с такими игроками как Ребекка Аллен, Тесс Маджен и Рэйчел Джарри.
После отъезда из Австралии успела поиграть в различных лигах Европы, в частности, в Германии, Испании, Турции и Италии.

## Международная
Ромео родилась и выросла в Австралии, однако получила итальянское гражданство и право выступать за национальную сборную этой страны. Дебютировала в 2018 году в отборочных матчах к чемпионату Европы 2019 года.